# 鬧劇
鬧劇，原義是一種為舞台或電影所編寫的喜劇。其目的在於用誇張的手段娛樂觀眾，通常是情境上的誇張，扮演替身與身分上的錯置，以及觀眾熟悉的幽默笑話，包括雙關俏皮話、或甚至黃色性笑話。劇情進展通常較為快速，且越到劇終，劇情跳躍的時間序會越來越快，通常還包含了追逐場面；大量的肢體語言笑料；傳遞給觀眾愚蠢不需大腦、荒謬怪旦的喜劇效果。此種戲劇源出於古希臘的羊人劇。十五世紀開始流行於歐洲，特別是法國。其特點是運用滑稽和誇張的手法表現戲劇、反映生活。對後世的喜劇創作有明顯的影響。鬧劇一詞又用來比喻滑稽、荒謬的事情。